# Società Sportiva Ercolanese 1987-1988
Questa pagina raccoglie le informazioni riguardanti la Società Sportiva Ercolanese nelle competizioni ufficiali della stagione 1987-1988.

## Rosa
| N. |                   | Ruolo | Calciatore             |
| -- | ----------------- | ----- | ---------------------- |
|    | Italia (bandiera) | C     | Antonio Borrelli       |
|    | Italia (bandiera) | D     | Aniello Capiluongo     |
|    | Italia (bandiera) | C     | Flavio Colasanto       |
|    | Italia (bandiera) | D     | Umberto Comiato        |
|    | Italia (bandiera) | D     | Roberto De Ponte       |
|    | Italia (bandiera) | D     | Enrico Di Vincenzo     |
|    | Italia (bandiera) | P     | Antonio Efficie        |
|    | Italia (bandiera) | D     | Francesco Esposito     |
|    | Italia (bandiera) | A     | Massimo Esposito       |
|    | Italia (bandiera) | D     | Giuseppe Ferrarotto    |
|    | Italia (bandiera) | A     | Massimiliano Franchini |
|    | Italia (bandiera) | C     | Gino Giamundo          |

| N. |                   | Ruolo | Calciatore          |
| -- | ----------------- | ----- | ------------------- |
|    | Italia (bandiera) | D     | Bruno Guadagno      |
|    | Italia (bandiera) | D     | Maurizio Mastrolia  |
|    | Italia (bandiera) | D     | Salvatore Matrecano |
|    | Italia (bandiera) |       | Monaco              |
|    | Italia (bandiera) | C     | Vincenzo Papa       |
|    | Italia (bandiera) | C     | Domenico Pezzullo   |
|    | Italia (bandiera) |       | Antonio Piccolo     |
|    | Italia (bandiera) | A     | Franco Santaniello  |
|    | Italia (bandiera) | C     | Gennaro Sarnelli    |
|    | Italia (bandiera) | C     | Francesco Spigariol |
|    | Italia (bandiera) | D     | Umberto Tessitore   |
|    | Italia (bandiera) | C     | Giuseppe Tramontana |